# Сен-Констан (Канталь)
Сен-Конста́н (фр. Saint-Constant) — колишній муніципалітет у Франції, у регіоні Овернь-Рона-Альпи, департамент Канталь. Населення — 556 осіб (2011).
Муніципалітет був розташований на відстані близько 470 км на південь від Парижа, 140 км на південний захід від Клермон-Феррана, 32 км на південний захід від Оріяка.

## Історія
До 2015 року муніципалітет перебував у складі регіону Овернь. Від 1 січня 2016 року належав до нового об'єднаного регіону Овернь-Рона-Альпи.
1 січня 2016 року Сен-Констан і Фурнуле було об'єднано в новий муніципалітет Сен-Констан-Фурнуле.

## Демографія
Динаміка населення (INSEE ):
Розподіл населення за віком та статтю (2006):
| Стать | Всього | До 15 років | 15-24 | 25-44 | 45-64 | 65-85 | Понад 85 |
| --- | ------ | ----------- | ----- | ----- | ----- | ----- | -------- |
| Чоловіки | 292    | 46          | 27    | 81    | 81    | 57    | 0        |
| Жінки | 296    | 42          | 31    | 77    | 65    | 69    | 12       |
| \| Статево-вікова піраміда \| Статево-вікова піраміда \| Статево-вікова піраміда \| \| ----------------------- \| ----------------------- \| ----------------------- \| \| Чоловіки \| Вік \| Жінки \| \| 0 \| 85 + \| 12 \| \| 4 \| 80-84 \| 8 \| \| 15 \| 75-79 \| 15 \| \| 23 \| 70-74 \| 15 \| \| 15 \| 65-69 \| 31 \| \| 35 \| 60-64 \| 23 \| \| 12 \| 55-59 \| 19 \| \| 15 \| 50-54 \| 19 \| \| 19 \| 45-49 \| 4 \| \| 31 \| 40-44 \| 19 \| \| 12 \| 35-39 \| 31 \| \| 15 \| 30-34 \| 12 \| \| 23 \| 25-29 \| 15 \| \| 4 \| 20-24 \| 12 \| \| 23 \| 15-20 \| 19 \| \| 19 \| 10-14 \| 15 \| \| 15 \| 5-9 \| 8 \| \| 12 \| 0-4 \| 19 \| |        |             |       |       |       |       |          |
| Статево-вікова піраміда |        |             |       |       |       |       |          |
| Чоловіки | Вік    | Жінки       |       |       |       |       |          |
| 0 | 85 +   | 12          |       |       |       |       |          |
| 4 | 80-84  | 8           |       |       |       |       |          |
| 15 | 75-79  | 15          |       |       |       |       |          |
| 23 | 70-74  | 15          |       |       |       |       |          |
| 15 | 65-69  | 31          |       |       |       |       |          |
| 35 | 60-64  | 23          |       |       |       |       |          |
| 12 | 55-59  | 19          |       |       |       |       |          |
| 15 | 50-54  | 19          |       |       |       |       |          |
| 19 | 45-49  | 4           |       |       |       |       |          |
| 31 | 40-44  | 19          |       |       |       |       |          |
| 12 | 35-39  | 31          |       |       |       |       |          |
| 15 | 30-34  | 12          |       |       |       |       |          |
| 23 | 25-29  | 15          |       |       |       |       |          |
| 4 | 20-24  | 12          |       |       |       |       |          |
| 23 | 15-20  | 19          |       |       |       |       |          |
| 19 | 10-14  | 15          |       |       |       |       |          |
| 15 | 5-9    | 8           |       |       |       |       |          |
| 12 | 0-4    | 19          |       |       |       |       |          |

## Економіка
2010 року серед 324 осіб працездатного віку (15—64 років) 236 були активними, 88 — неактивними (показник активності 72,8%, у 1999 році було 69,7%). З 236 активних мешканців працювали 224 особи (126 чоловіків та 98 жінок), безробітними було 12 (6 чоловіків та 6 жінок). Серед 88 неактивних 20 осіб було учнями чи студентами, 38 — пенсіонерами, 30 були неактивними з інших причин.

У 2010 році в муніципалітеті числилось 257 оподаткованих домогосподарств, у яких проживали 576,0 особи, медіана доходів виносила 15 110 євро на одного особоспоживача